# Filtro corrector de color
Los filtros fotográficos de corrección de color, se emplean en cualquier situación en que la fuente luminosa no sea aquella para la que el soporte de la imagen está equilibrado. 

## Filtros correctores de color para B/N
En el caso de la fotografía en B/N, los filtros suelen utilizarse para obtener algunas tonalidades particulares de grises según cada color. Esto sirve, por ejemplo, en el caso de los colores azul y rojo, los cuales en las películas pancromáticas generan tonos de grises similares y en casos puede prestarse a confusión, los filtros, se encargan de reforzar o palidecer uno de estos colores de forma que queden impregnados en el film en tonalidades disimiles.

### Tipos de filtros fotográficos correctores de color para B/N
- Los filtros amarillos (Y44, Y58, Y52) en B/N transmiten la luz de los objetos amarillentos y retiene el resto, y cuanto más intenso sea el amarillo del filtro, más oscuro se mostrará el gris del cielo azul. El filtro amarillo también consigue aclarar la piel y reducir la neblina ya que absorbe las radiaciones ultravioleta. Si todavía queremos un cielo más oscuro, se puede usar un filtro verde y las blancas nubes resaltarán aún más.
- El filtro naranja  (O56) reduce o elimina la luz azul y la ultravioleta, dando como resultado un contraste muy fuerte entre el cielo y el resto de la imagen. Acentúa objetos amarillos, anaranjados y rojos. Muy útil para destacar árboles y esculturas. Oscurece el follaje y en general todo lo verde. También atraviesa la neblina haciendo más nítidas las imágenes.
- El filtro rojo (R60) atraviesa la niebla ligera dando más fuerza a la imagen. Produce fuertes contrastes, dando cielos casi negros contra nubes blancas. Adecuado para fotos a distancia, y bajo subexposicion puede llegar a simular la noche.
- Los filtros verdes (X0, X1) reducen el azul y el rojo y los rayos UV, permitiendo pasar los colores verdes y los amarillos, y por tanto se acentúan los tonos de verdes en el campo o zonas con vegetación. Utilizados en retratos equilibran el tono rojizo de las luces artificiales y dan a la piel un color más natural. Pueden causar problemas ya que tienden a eliminar el azul y el rojo, reproduciéndolos iguales.

## Filtros correctores de color para fotografía en color
En el caso de la fotografía de color, los filtros de corrección, se encargan principalmente de equilibrar las dominantes de color de las fuentes luminosas utilizadas, haciéndolas más frías o más cálidas según la temperatura de color deseada.

### Tipos de filtros fotográficos correctores de color para color
Según la intensidad deseada del efecto, cada filtro tiene tres variantes de intensidad, por el claro el medio y el oscuro, teniendo cada vez un efecto más notable e incidente.
- Ámbar: Baja la temperatura de color de la luz incidente hacia la cámara para filmar una escena iluminada con luz natural captada con película equilibrada para luz artificial (tungsteno) y así, tener una imagen con un balance de blancos correcto y eliminar el tono azulado que tendría de no usar el filtro.
- Azul:  Sube la temperatura color de la luz incidente hacia la cámara para filmar una escena iluminada artificialmente (tungsteno) en soporte de película para luz de día, y así tener una imagen con un balance de blancos correcto y eliminar el tono rojizo que tendría de no usar el filtro.